# Oudestraat (prehistorische route Empel-Roermond)
De Oudestraat was een doorgaande weg in Nederland, die de Brabantse Empel en het Limburgse Roermond met elkaar verbond. De nu grotendeels verdwenen weg liep onder meer door de plaats Bakel in de huidige gemeente Gemert-Bakel.

## Geschiedenis
Al in 1326 werd er in Bakel en omstreken gesproken van de Alde Strate. Deze straat was een onderdeel van de prehistorische route van Empel naar Roermond. De weg was vroeger belangrijk omdat hij enkele belangrijke dorpen met elkaar verbond voor waarschijnlijk de handel en transport van goederen. Een bijzonderheid van de straat is dat hij op enkele honderden meters afstand parallel loopt aan de Peelrandbreuk.